# El misterio de los polvos
El misterio de los polvos, originalmente titulada en inglés The French Powder Mystery, es la segunda novela de Manfred B. Lee y Frederic Dannay, bajo el seudónimo de Ellery Queen; escrita en 1930, fue publicada en EE. UU. por la Editorial Stokes, que ya había publicado “El misterio del sombrero de copa” (“The Roman Hat Mistery”).

## El argumento
El argumento se inicia cuando una modelo de demostraciones de mobiliario en uno de los escaparates de la planta baja de los importantes “Almacenes French” de Nueva York deja al descubierto el cadáver de la esposa del dueño del establecimiento, a la vista del público de la calle, al presionar el botón que abre una moderna cama plegable.
El caso de asesinato pasa a manos del Inspector Richard Queen de la Brigada de Homicidios, y con él a los de su hijo Ellery, autor de novelas de intriga. Un conjunto de sujetalibros de ónice en los apartamentos privados en la planta superior de la tienda no sólo revelan manchas de sangre, sino también extrañas partículas de polvo, huellas digitales y una inusual variedad de libros. Además, un cenicero lleno de cigarrillos medio fumados resulta ser una importante pista. 
En la relación de sospechosos se incluye a los ricos familiares de la víctima, algunos amigos, los empleados de la tienda, y los posibles miembros de un círculo de consumidores de drogas. En el final de la novela, Ellery Queen realiza un largo proceso de deducción creando una lista de las condiciones que según él debe reunir el asesino (lo que implica, entre otras cosas, la posesión de las llaves) y la sucesiva eliminación de todos los sospechosos excepto uno, cuya identidad es revelada en la última frase de la explicación. 

## Aproximación crítica
El carácter de Ellery Queen y de este relato, en el que como en otras ocasiones, se aproxima al tópico de intriga del "crimen en un cuarto cerrado” fueron probablemente sugeridos por las novelas de misterio protagonizadas por Philo Vance, escritas por S.S. Van Dine, que fueron muy populares en aquellos momentos en los Estados Unidos. Esta novela es la segunda de una larga serie de relatos con el detective aficionado Ellery Queen como protagonista, de los que los nueve primeros contienen la referencia a una nacionalidad en el título. En este caso el juego de palabras se establece entre el vocablo "french powder" (polvos de tocador), y el apellido de los protagonistas y su posible relación con la droga en polvo.
La novela repite algunos detalles que se consideran parte del canon Ellery Queen. Por ejemplo, su presentación, escrita por el anónimo "JJ McC.", un amigo de la Queens, o el "desafío al lector" justo antes de la finalización, por medio del cual los autores le hablan directamente: "El lector se encuentra en este momento, sin reserva alguna, en el recuento de “El misterio de los polvos” plenamente consciente de todos los hechos pertinentes para el descubrimiento de la persona culpable de los hechos, y a partir de un estudio suficientemente diligente de lo que ha pasado antes, debe permitirle deducir un claro entendimiento de lo que está por venir."
Como la mayor parte de las novelas de Queen, esta tuvo su mayor difusión a través de las ediciones de Aguilar y, en los años setenta a través de Editorial Picazo. En algunas ediciones hispanoamericanas como Hachette, la novela ha sido también publicada con el título "El misterio del elefante". La siguiente novela de la serie fue “El misterio del zapato blanco”, publicada también como “El misterio del zapato holandés” (“The Dutch Shoes Mystery”)